# Cité internationale des arts
Cité internationale des arts är ett Artist-in-residence för konstnärer av alla specialiteter och nationaliteter i Paris. Den är belägen på två platser, en belägen i Marais och den andra i Montmartre. Cirka 1200 konstnärer, koreografer, musiker, författare och designers från hela världen bor och arbetar på Cité internationale des arts varje år. Vistelsen varar vanligtvis ett år.